# Italie-Japon en rugby à XV
Cet article retrace les confrontations entre l'équipe d'Italie de rugby à XV et l'équipe du Japon de rugby à XV. Les deux équipes se sont affrontées à 10 reprises. Les Italiens ont toujours remporté les cinq premières rencontres, avant de s'incliner lors des 2 suivantes, puis de remporter les 3 plus récentes.

## Confrontations
Voici les confrontations entre ces deux équipes :
| No | Date            | Lieu                                        | Match          | Score   | Compétition |
| -- | --------------- | ------------------------------------------- | -------------- | ------- | ----------- |
| 1  | 21 octobre 1976 | Stade Sylvio-Appiani, Padoue, Italie        | Italie – Japon | 25 – 3  | Test match  |
| 2  | 4 juillet 2004  | Chichibunomiya Rugby Stadium, Tokyo, Japon  | Japon – Italie | 19 – 32 | Test match  |
| 3  | 11 juin 2006    | Chichibunomiya Rugby Stadium, Tokyo, Japon  | Japon – Italie | 6 – 52  | Test match  |
| 4  | 18 août 2007    | Stade St-Vincent-Perruca, Aoste, Italie     | Italie – Japon | 36 – 12 | Test match  |
| 5  | 13 août 2011    | Stade Dino-Manuzzi, Cesena, Italie          | Italie – Japon | 31 – 24 | Test match  |
| 6  | 21 juin 2014    | Chichibunomiya Rugby Stadium, Tokyo, Japon  | Japon – Italie | 26 – 23 | Test match  |
| 7  | 9 juin 2018     | Oita Bank Dome, Oita, Japon                 | Japon – Italie | 34 – 17 | Test match  |
| 8  | 16 juin 2018    | Noevir Stadium Kobe, Kobe, Japon            | Japon – Italie | 22 – 25 | Test match  |
| 9  | 26 août 2023    | Stadio Comunale di Monigo, Trévise , Italie | Italie – Japon | 42 – 21 | Test match  |
| 10 | 21 juillet 2024 | Sapporo Dome, Sapporo, Japon                | Japon – Italie | 14 – 42 | Test match  |